# پاپا شارلی جکسون
پاپا شارلی جکسون (انگلیسی: Papa Charlie Jackson؛ ۱۸۸۵ – ۱۹۳۸) یک نوازنده، و خواننده اهل ایالات متحده آمریکا بود.